# 트리스탄과 이졸데

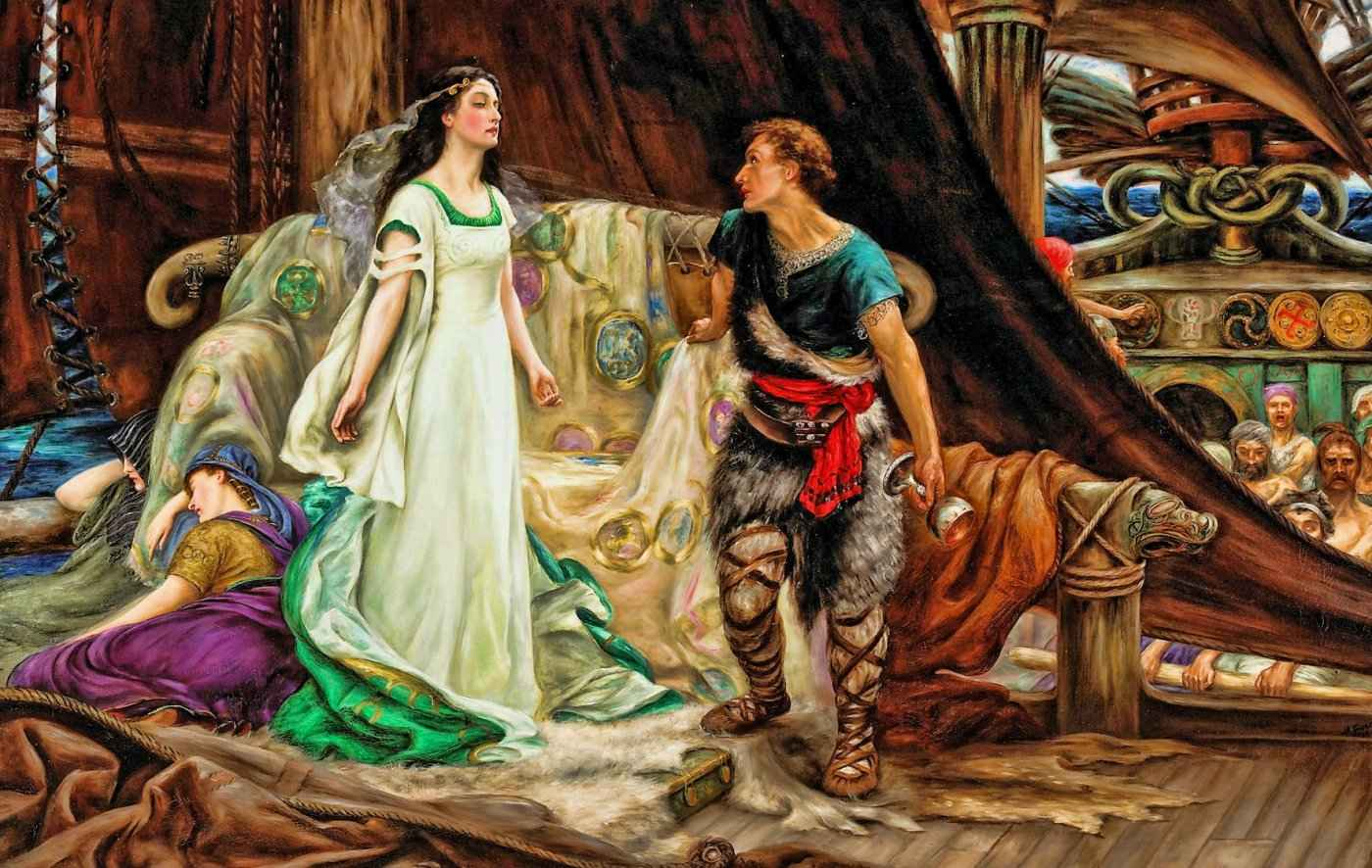
헤르베르트 제임스 드레이퍼의 트리스탄과 이졸데 (1901)

트리스탄과 이졸데(Tristan and Isolde)는 성배에 대한 이야기나 아서왕에 대한 이야기와 함께 중세 유럽의 서사문학 중 가장 흔히 가공된 이야기 소재 중의 하나이다. 특히 프랑스와 독일의 다양한 문학장르의 수많은 시인이나 작가들이 이 극적인 소재를 가지고 그들의 문학적 능력을 실현하였다.
이 이야기의 줄거리는 기사 트리스탄(Tristan)과 이졸데(Isolde)의 비련(悲戀)을 그리고 있다.

## 기원
트리스탄 전설의 유래는 신뢰성있게 고증하기는 힘들다. 유래의 대한 추정설로는 동양으로부터의 기원, 게르만 문화로부터의 기원, 그리고 켈트 문화로부터의 기원이 가능성 있는 것으로 받아들여지고 있다.
그 중 특히 켈트권으로부터 생겨났다는 기원이론이 가능성이 있다. 이 이론을 뒷받침하는 연관성으로는 지리적(지명) 그리고 역사적인 단서가 있다. 예를 들어 "가트나인의 아들 카노의 이야기(독일어: Scéla Cano meic Gartnáin)에 이러한 관련성이 드러난다. 또 콘월에서는 „DRVSTANVS HIC IACIT CVNOMORI FILIVS“(이 곳에 쿠노모루스의 아들인 드루스타누스가 잠들어 있다)라는 비문이 새겨진 선돌(이른바 트리스탄 선돌)이 발견되었다. 켈트어의 라이(lai, 8음절로 구성된 중세 유럽의 시형태)로부터 프랑스 북부와 앵글로노먼의 음유시인들에게 전파되었을 가능성이 크다.

## 같이 보기
- 트리스탄 (고트프리트 폰 슈트라스부르크) 1210년 경 만들어진 중세고지독일어 운문소설
- 트리스탄과 이졸데 (오페라) 1865년 초연된 리하르트 바그너의 악극

## 참고 문헌
- Gottfried von Straßburg; Dieter Kühn (ed.): Die Geschichte der Liebe von Tristan und Isolde, Ditzingen: Reclam, 1998, ISBN 978-3-15-004474-2